# Großsteingräber bei Rastorf
Die Großsteingräber bei Rastorf sind eine Gruppe von drei megalithischen Grabanlagen der jungsteinzeitlichen Trichterbecherkultur bei Rastorf im Kreis Plön in Schleswig-Holstein. Sie tragen die Sprockhoff-Nummern 196–198.

## Lage
Die Gräber befinden sich östlich von Rastorf am Rand einer ehemaligen Kiesgrube. Grab 1 ist das nördlichste. Grab 2 liegt 160 m südlich hiervon und Grab 3 weitere 230 m südlich.
In der näheren Umgebung gibt es zahlreiche weitere Großsteingräber: 360 m nordöstlich liegen die Großsteingräber bei Lilienthal, 1,1 km nordwestlich das Großsteingrab Söhren, 1,7 km nördlich die Großsteingräber bei Dobersdorf, 1,9 km ostsüdöstlich das Großsteingrab Wildenhorst und 2,1 km östlich die Großsteingräber bei Hoheneichen.

## Beschreibung

### Grab 1
Die Anlage besitzt ein nordost-südwestlich orientiertes, vermutlich rechteckiges Hünenbett mit einer Länge von knapp 20 m und einer Breite von 5,5 m. Von der Umfassung sind noch drei Steine an der südöstlichen und einer an der nordwestlichen Langseite in situ vorhanden. Umherliegende Bruchstücke dürften von weiteren, gesprengten Umfassungssteinen stammen. Im Nordostteil des Betts befindet sich die schräg gestellte Grabkammer. Es handelt sich um einen ostsüdost-westnordwestlich orientierten erweiterten Dolmen mit einer Länge von 2,5 m und einer Breite von 0,7 m. Es sind zwei Wandsteinpaare an den Langseiten und der westliche Abschlussstein in situ erhalten. Der östliche Abschlussstein steckt entweder noch komplett in der Erde oder er fehlt. Die Decksteine fehlen ebenfalls.

### Grab 2
Diese Anlage besitzt ein annähernd nord-südlich orientiertes Hünenbett mit einer Länge von etwa 40 m. Es sind noch einige Umfassungssteine erhalten, allerdings keiner mehr in situ. Eine Grabkammer ist nicht zu erkennen.

### Grab 3
Diese stark bewachsene Anlage besitzt ein Hünenbett mit einer Länge von etwa 30 m. Von den Umfassungssteinen sind nur noch Bruchstücke vorhanden. Eine Grabkammer ist nicht zu erkennen.